# Des Ewigen Juden, erster Fetzen
Des Ewigen Juden, erster Fetzen ist ein fragmentarisches, in Knittelversen verfasstes Versepos von Johann Wolfgang von Goethe, welches die Stellung des Ewigen Juden Ahasverus und des Heilands Jesus Christus zur Kirche des späten 18. Jahrhunderts thematisiert. Das Werk wurde 1836 zum ersten Mal veröffentlicht.

## Struktur des Fragments
Das Fragment umfasst insgesamt 297 Verse in 15 Strophen unterschiedlicher Länge, wobei sich nur das erste Drittel mit der Figur des Ewigen Juden, die letzten knapp 200 Verse hingegen mit der Wiederkunft Jesu auf der Erde befassen. Die längste Strophe des Fragments umfasst 46, die kürzeste Strophe fünf Verse. Die ersten Verse des Epos verdeutlichen den an Hans Sachs orientierten Sprachduktus. Der Erzähler selbst verweist gleich zu Beginn des Textes auf sein locker ungebundenes Vorgehen bei der Verschriftlichung des Epos:
„Und ich mir fehlt zur Nacht der Kiel/ Ergreiff wohl einen Besenstiel./ Drum hör‘ es denn wenn dir’s beliebt/ So kauderwelsch wie mir der Geist es giebt.“
Ebenfalls zu Beginn des Textes wird die Grundgeschichte der Kurzen Beschreibung von 1602 rekapituliert, die den Ewigen Juden Ahasver erstmals in besagter Flugschrift auftreten lässt.

## Inhalt
Es ist die Zeit des religiösen Sektenwesens. Essener, Herrnhuter und Methodisten erhalten starken Zulauf und die Kirche steht in Folge zunehmender Säkularisierung und innerkirchlicher Konflikte an einem Scheideweg. Ahasver, der inzwischen schon fast zweitausend Jahre durch den Fluch Jesu am Leben gehalten wird, begleitet mit Entzücken den zunehmenden Verfall und die Degeneration der Kirche. Die Menschen, denen er auf seinem Weg begegnet, zeigen sich mehr von materiellen Dingen und Machtstreben leiten zu lassen, als von christlichen Werten. Die kirchlichen Würdenträger, mit denen Ahasver spricht, drohen ihn mit dem Tag des Jüngsten Gerichts, doch der Ewige Jude hat inzwischen den Glauben daran verloren.
Schließlich sendet Gott Jesus zurück auf die Erde, um seine Herrlichkeit und seinen Glanz zu erneuern. Voller Vorfreude begibt sich Jesus zurück auf die Erde und ist gespannt wie sich die Menschheit wohl seit seiner Kreuzigung weiterentwickelt hat. Auf der Erde angekommen, wird ihm jedoch klar, dass sich die Menschheit scheinbar von den Lehrern des Christentums abgewendet zu haben scheint:
„»Wo!« rief der Heiland, »ist das Licht/ Das hell von meinem Wort entbrennen?/ Weh! und ich seh den Faden nicht,/ Den ich so rein vom Himmel ’rab gesponnen./ Wo haben sich die Zeugen hingewandt,/ Die weiß aus meinem Blut entsprungen,/ Und, ach, wohin der Geist, den ich gesandt –/ Sein Wehn, ich fühls, ist all verklungen«.“
Von den auf der Erde lebenden Menschen wird er allerdings nicht als der Sohn Gottes erkannt und stattdessen verspottet. Jesus erkennt voller Wehklagen, dass sich seine einstigen Gläubigen von ihm abgewendet haben. Noch mit einem Stück Hoffnung darauf, dass zumindest die einfachen Kirchenleute noch seine Lehre vertreten, macht sich Jesus schließlich auf zu einer alten Pfarrkirche, um dort mit dem Oberpfarrer zu sprechen. Nachdem er jedoch an die Tür geklopft hat, wird er von der Köchin an der Tür barsch mit der Aufforderung zurückgewiesen, er möge doch bitte verschwinden.

## Interpretation
Gemäß der Forschung Gunnar Ochs ständen in Goethes Entwurf „das verachtenswerte Sektenwesen und scharf zu verurteilende kirchliche Missstände“ im Zentrum des Versepos. Ahasver wird zu Beginn des Fragments, ähnlich wie Jesus am Ende, mit den Auswüchsen der christlichen Institutionalisierung und der damit verbundenen zunehmenden Schwächung des christlichen Gedankens konfrontiert. Während Ahasver jedoch über die aktuelle Entwicklung nahezu begeistert ist, stürzen diese „desillusionierenden Erfahrungen“ den aus dem Himmelreich herabgestiegenen Jesus in tiefe Verzweiflung. Es seien gemäß Appel vor allem die „materialistisch-orientierten kirchlichen Würdenträger“, die innerhalb des Fragments angeklagt würden.

## Planungsskizzen
Gemäß den Ausführungen Gunnar Ochs entstand die Idee, sich mit der Figur des Ewigen Juden zu befassen, bei Goethe erstmals unmittelbar nach Beendigung der Leiden des jungen Werther im Frühjahr 1774.  Zwar kam es nie zu einer tatsächlichen Realisierung des gesamten Projekts, jedoch lassen sich im Verlauf des Lebens Goethes mehrere Stationen nachweisen, an denen sich der Dichter vornahm, das Thema wieder aufzugreifen, so etwa in einer Passage von Dichtung und Wahrheit aus dem Jahre 1813.